# بانو در قفس
بانو در قفس (انگلیسی: Lady in a Cage) فیلمی در ژانر مهیج به کاگردانی والتر گراومن است که در سال ۱۹۶۴ منتشر شد. از بازیگران آن می‌توان به اولیویا دی هاویلند، جیمز کان، آن سوترن، اسکتمن کراترز، و جف کوری اشاره کرد.